# Grasberg (Karwendel)
Pour les articles homonymes, voir Grasberg.
Le Grasberg est une montagne culminant à 2 020 m d'altitude dans le massif des Karwendel en Autriche.

## Géographie
La crête du Grasberg se situe le long de la Rißtal entre Hinterriß et le Hagelhütte au nord.

## Ascension
Le sommet est généralement atteint alors qu'on va du refuge de Tölz au refuge du Plumsjoch en passant par la Fleischbank et le Hölzelstaljoch. Un court couloir sur le côté ouest est assuré avec un câble de traction. Le sommet peut être atteint depuis la Rißtal par un col à l'est.